# Привольный (Безенчукский район)
Привольный — посёлок в Безенчукском районе Самарской области. Входит в состав Городского поселения Осинки.

## География
Ближайший город — Чапаевск.

## Инфраструктура
В посёлке 2 улицы: Нефтяников и Центральная.
Из объектов социальной сферы в населённом пункте расположены магазин, почта и клуб.

## Экономика
Рядом с посёлком находятся две нефтеперекачивающие станции.

## Население
| 2010 | 2012 | 2013 | 2014 | 2015 | 2016 |
| ---- | ---- | ---- | ---- | ---- | ---- |
| 201  | ↘193 | ↗200 | ↘197 | ↗203 | ↗204 |